# 5294 Оннето
5294 Оннето (5294 Onnetoh) — астероїд головного поясу, відкритий 3 лютого 1991 року.
Тіссеранів параметр щодо Юпітера — 3,216.